# Devanagondi Hosahalli, Hosakote
Devanagondi Hosahalli là một làng thuộc tehsil Hosakote, huyện Bangalore Rural, bang Karnataka, Ấn Độ.